# Fredede bygninger i Syddjurs Kommune
Denne liste over fredede bygninger i Syddjurs Kommune viser alle fredede bygninger i Syddjurs Kommune, bortset fra kirker. Listen bygger på data fra Kulturarvsstyrelsen.